# Jaynagar Majilpur
Jaynagar Majilpur (Bengalisch: জয়নগর মজিলপুর) ist eine Stadt im indischen Bundesstaat Westbengalen mit 25.922 Einwohnern (Volkszählung 2011). Sie liegt rund 49 Kilometer südöstlich von Kolkata (Kalkutta) im Distrikt Dakshin 24 Pargana. Jaynagar Majilpur gehört zur Metropolregion Kolkata.
Das Klima in Jaynagar Majilpur ist tropisch-heiß mit höchsten Temperaturen im Mai (durchschnittlich 30,2 °C) und niedrigsten im Januar (durchschnittlich 19,8 °C). Der Jahresniederschlag liegt bei etwa 1536 mm und der Monsun bringt den meisten Regen in den Monaten Juni bis September.